# 김도영 (성우)
김도영(1987년 4월 3일 ~ )은 대한민국의 성우로, 2012년 대원방송 성우극회 공채 3기로 입사했다. 

## 출연 작품
굵은 글씨는 메인 캐릭터.

### TV 애니메이션
- 기동전사 건담 AGE (대원방송) - 어린 플리트, 샤나루아 마렌, 프람 나라
- 내 마음의 비밀 (대원방송) - 정현희
- 달의 요정 세일러문 R (대원방송) - 앤, 카라베라스
  - 달의 요정 세일러문 S (대원방송) - 레이디 카산드라
- 디지몬 크로스워즈 디지몬 헌터 (대원방송) - 한정호, 타임몬, 파닥몬, 민정
- 디지몬 고스트 게임 (재능TV) - 세이렌몬
- SPY×FAMILY (애니플러스) - 실비아 셔우드
- 매직어드벤처 (KBS1) - 토네이도
- 미나미家 세자매 4기 (대원방송) - 하야미
- 벨제바브 (대원방송) - 오모리 네네, 라미아, 이자벨라
- 바쿠만 (대원방송) - 어린 모리타카
- 베리와 핑크팬더 (재능TV) - 송유리
- 베리와 아카메 VS 프라이미벌 2 - 송유리
- 소년탐정 김전일 ORIGINALl (대원방송) - 수지
- 스위트 프리큐어♪ (대원방송) - 세이렌 / 송유리 / 큐어 비트
- 왕괴짜 돈만이 (대원방송) - 병수
- 울트라 키즈짱 (대원방송) - 구름이
- 유희왕 ZEXAL (대원방송)
- 원피스 Original (대원방송) - 코코로, 네펠타리 비비, 코비, 테라코타
- 원피스 Original 12기 - 보아 마리골드, 키위
- 츠리타마 (대원방송) - 케이트
- 캡틴 근육맨 (대원방송) - 카미나
- 페어리 테일 (대원방송) - 키나나
- 해피해피 다마고치! - 다마코, 우라나이치
- 날아라! 호빵맨 (대원방송) - 카레빵맨, 롤빵소녀, 베이비맨
- 포텐독 (EBS) - 기네스
- 알쏭달쏭 캐치! 티니핑 (재능TV) - 뜨거핑
- 포켓몬스터 W (투니버스) - 올리브
- 포켓몬스터 (재능TV) - 어리짱

### 극장용 애니메이션
- 극장판 도라에몽: 진구와 바람의 마을 (애니원) - 테무진
- 극장판 베르세르크 황금시대편 (애니박스) - 리케르트
- 짱구는 못말려 극장판: 태풍을 부르는 나와 우주의 프린세스 (애니박스) - 나미리, 유리엄마
- 페어리 테일: 봉황의 무녀 (극장)
- 너의 이름은. - 오쿠데라 미키
- 카이: 거울 호수의 전설 - 강의 정령
- 트롤 - DJ 수키
- 씽 - 애쉬
- 원피스 스탬피드 - 코비
- 엘리오 - 나오스 대

### 특수촬영 드라마
- 가면라이더 오즈 (대원방송) - 로스트 앙크 (토비타 히카리), 나공주, 강지혜 진짜?
- 가면라이더 포제 (대원방송) - 카자시로 미우(백여진) (사카타 리카코)
- 파워레인저 고버스터즈 (대원방송) - 에스케이프 (미사키 아야메)
- 울트라맨 사가 - 안나

### 게임
- 디아블로 3: 영혼을 거두는 자 - 멜라이나
- 사이퍼즈 - 드루이드 미아, 헌터 탄야
- 로드오브다이스 - 클라라
- 오버히트 - 가람
- 데스티니 차일드 - 케프리
- 히스스톤 - 알렉트라 스톰서지
- 그라나도 에스파다 - 베키, 조슈아 바젤란느
- 삼국지 조조전 온라인 - 마운록, 손상향, 장춘화, 채염, 황월염
- 일곱 개의 대죄: CRAND CROS - 제리코
- 마스터 오브 인터니티 - 에리얼, 오필리아, 카나, 크루아, 미나, 크리스틴, 프레이야

### 외화
- 닥터 스트레인지 - 의사(엘리자베스 힐리)
- 앤트맨과 와스프 - 에이바 / 고스트(해나 존케이먼)

### 오디오 드라마
- 손만 잡고 잤을 텐데?! - 진지혜
- 반월당의 기묘한 이야기

### 광고
- 맘스터치 - 마살라 치킨 편, 버거 편
- 쌍용자동차 티볼리
- LG V40
- 농협 콕뱅크
- 뉴트로지나
- 바디샵
- 하겐다즈

### 내레이션
- 무엇이든 물어보세요 (KBS)

### 공연
- Voicebook HER - Showcase (2017.3.1)
  - Voicebook HER - Main Show (2017.4.1)